# Bandra
Bandra è una località dell'India, capoluogo del distretto di Mumbai Suburbana, nello stato federato del Maharashtra. In pratica è un sobborgo di Bombay.

## Geografia fisica
La città è situata a 19° 3' 0 N e 72° 49' 60 E al livello del mare.

## Società

### Evoluzione demografica
Al censimento del 1991 la popolazione di Bandra assommava a 322.728 persone, con un aumento di 91.309 unità (pari al 39,5%) rispetto al precedente censimento del 1981.

## Luoghi di interesse
A Bandra si trova la Basilica di Santa Maria del Monte, una delle più importanti chiese cattoliche di tutta l'India.